# Jonathan Dufrasne
Jonathan Dufrasne, né le 2 août 1987 à Boussu, est un coureur cycliste belge. Spécialisé en poursuite sur piste, il a fait partie de l'équipe belge qui a pris la neuvième place de la poursuite par équipes des Jeux olympiques de 2012 à Londres.

## Biographie
Après avoir pratiqué l'athlétisme à partir de l'âge de six ans, Jonathan Dufrasne commence le cyclisme à 13 ans, au Vélo Club Haut Pays, enthousiasmé par le cyclotourisme que pratique son père.
Lors de championnats de Belgique espoirs en 2007, il est repéré par Michel Vaarten, entraîneur national, qui le fait intégrer l'équipe nationale de poursuite par équipes des moins de 23 ans. Avec elle, il obtient en juillet la médaille de bronze aux championnats d'Europe espoirs avec Tim Mertens, Kenny De Ketele et Dominique Cornu. En 2010, il dispute pour la première fois les championnats du monde sur piste, à Copenhague.
Membre en 2010 de l'équipe continentale Qin, il devient professionnel l'année suivante au sein de l'équipe Wallonie Bruxelles-Crédit agricole. Durant cette année 2011, il prend part au championnat du monde de poursuite par équipes, dont l'équipe de Belgique prend la huitième place. L'année suivante, elle est huitième. Qualifiée pour les Jeux olympiques de 2012 à Londres, l'équipe de Belgique qu'il forme avec Gijs Van Hoecke, Dominique Cornu et Kenny De Ketele prend la neuvième place, sur dix équipes participant.

## Palmarès sur piste

### Jeux olympiques
- Londres 2012
  - 9e de la poursuite par équipes

### Championnats du monde
- Copenhague 2010
  - 19e de la poursuite individuelle
- Apeldoorn 2011
  - 8e de la poursuite par équipes
- Melbourne 2012
  - 6e de la poursuite par équipes
- Saint-Quentin-en-Yvelines 2015
  - 9e de la poursuite par équipes
- Londres 2016
  - 11e de la poursuite individuelle

### Championnats d'Europe
- Cottbus 2007
  -  Médaillé de bronze de la poursuite par équipes espoirs

### Championnats nationaux
- 2004
  - 3e du championnat de Belgique de vitesse par équipes juniors
- 2010
  -  Champion de Belgique de poursuite par équipes (avec Ingmar De Poortere, Kenny De Ketele et Steve Schets)
  - 3e du championnat de Belgique de poursuite individuelle
- 2011
  -  Champion de Belgique de poursuite individuelle
  -  Champion de Belgique de poursuite par équipes (avec Ingmar De Poortere, Gijs Van Hoecke et Justin Van Hoecke)
- 2015
  -  Champion de Belgique de poursuite individuelle

## Palmarès sur route

### Par année
- 2003
  - 2e du championnat de Belgique sur route débutants
- 2008
  - Champion du Hainaut du contre-la-montre
  - 3e du championnat de Belgique du contre-la-montre espoirs
- 2009
  - 2e du championnat du Hainaut du contre-la-montre espoirs
  - 2e du championnat de Belgique du contre-la-montre espoirs
- 2010
  - 2e du championnat du Hainaut du contre-la-montre
  - 3e du championnat du Hainaut sur route
- 2011
  - 2e du Triptyque des Monts et Châteaux

### Classements mondiaux
| Année           | 2011 | 2012 | 2013   | 2014 | 2015   |
| --------------- | ---- | ---- | ------ | ---- | ------ |
| UCI Europe Tour | 464e | nc   | 1 025e | 941e | 1 205e |